# 마코 이와마쓰
마코 이와마쓰(일본어: マコ岩松, Mako Iwamatsu, 1933년 12월 10일 ~ 2006년 7월 21일)는 미국의 배우이다. 일본 효고현 고베시 출신으로 1956년에 미국으로 귀화한 일본계 미국인이다.

## 출연 작품

### 영화
- 게이샤의 추억 - 사카모토 역
- 새장 - 탠 역
- 아바타: 아앙의 전설
- 슬랜티드 스크린 - 본인 역
- 닌자 거북이 TMNT - 스플린터 사부 역 (목소리)
- 블러드 헌터

### TV 애니메이션
- 카미츄! (아사히TV)